# 黃肇生
黃肇生（？—），香港粵劇劇團經理，其父黃炎為前香港八和會館主席。雛鳳鳴劇團成立於1965年，1972年改組，父親黃炎出任班主後，在1972至1987年出任其父助理。
雛鳳鳴因朱劍丹及言雪芬離團再重組，在1987年7月17日脫離班主自組公司親自主理劇團大小事務。「雛鳳鳴粤劇團有限公司」任命黄肇生為經理。
早年曾在頌新聲及鳳求凰等劇團擔任班主。現在則擔任鳴芝聲、龍嘉鳳及黃金劇團等多個香港粵劇劇團經理。2006年，他獲香港藝術發展局資助，在香港中學舉辦一連串粵劇推廣活動，讓中學生能夠認識傳統粵劇。他不但把學生帶入戲棚講解神功戲，更在中學巡迴示範及舉辦粵劇工作坊。